# Čínská dáma
Čínská dáma je strategická desková hra určená pro 2 až 6 hráčů. Jedná se o variantu hry halma (z roku 1880), která vznikla v Německu roku 1892 jako Sternhalma. Cílem hry je přemístit všechny své figurky do protilehlého cípu hvězdy.

Hrací plán trojúhelníkové čínské halmy pro 3 nebo 6 hráčů

Každý hráč má svou sadu - barvu figurek. Při dvou hráčích stojí figurky v základní pozici proti sobě (oba hrači hrají třeba na červeném poli), při třech má každý hráč jednu barvu pole, při čtyřech jako 2 a 2 hráči proti sobě najedou (jedna barva polí se vynechá). Při šesti hráčích (obsazena všechna pole) či čtyřech hráčích se krajní figurky vynechají (v místě střetu dvou barev polí nelze mít dvě figurky).
Tah se provádí figurkou pouze do boku nebo šikmo vpřed - ve směru hry k protějšímu rohu. Buď hráč posune figurku o 1 pole (pokud je sousední pole volné), nebo může svůj přesun figurek zrychlit přeskokem přes jinou figurku (sousedovu či vlastní) - tedy o 2 pole podobně jako dáma. Tento přeskok se dá i řetězit, provést i 6 přeskoků a různými směry provést tah, ovšem nikdy ne zpět.